# Гицелт, Артур
Артур Томас Гицелт (англ. Arthur Thomas Gietzelt; 28 декабря 1920, Сан-Франциско — 5 января 2014, Сидней) — австралийский политик, министр по делам ветеранов в 1983—1987 годах. Офицер Ордена Австралии (1992).

## Биография
Родился в Сан-Франциско, получил образование в Хартсвилльской средней школе Сиднея. В 1942—1945 годах, во время Второй мировой войны, вместе со своим младшим братом Рэем служил в армии в Новой Гвинее.
В 1956—1971 годах работал советником южной части Сиденя — Sutherland Shire, в том числе 9 лет был мэром. В 1970 году Гицелт был избран в Сенат Австралии от Нового Южного Уэльса.
В 1976 году  присоединился к Джиму Кернсу, Барри Эгану и Бриджит Джиллинг в Королевской комиссии расследования преступлений и дискриминации над гомосексуалами.
В марте 1983 года был назначен министром по делам ветеранов, и занимал эту должность до июля 1987 года. С 1987 года он занимал должность спикера Сената.
В 1992 году  был награждён Орденом Австралии за «служение в австралийском парламенте и местном самоуправлении».
Умер 5 января 2014 года в Сиднее в возрасте 93 лет.